# Enrico di Mayenne

Stemma dei Duchi di Mayenne

Enrico di Mayenne (Digione, 20 dicembre 1578 – Montauban, 20 settembre 1621) è stato un nobile francese.

## Biografia
Enrico di Mayenne (o Enrico di Lorena) era un nobile francese figlio maggiore di Carlo di Guisa Duca di Mayenne e di Henriette di Savoia-Villars, figlia del maresciallo Villars. È stato quindi un membro della Casa di Lorena-Vaudémont, in particolare del ramo cadetto della casa di Guisa e Mayenne.
Nel 1596 divenne Gran ciambellano di Francia, carica che mantenne fino alla morte.
È stato poi barone e duca d'Aiguillon nel 1599 e divenne, dopo la morte del padre, avvenuta nel 1611, duca di Mayenne, marchese de Villars, conte del Maine, conte di Tenda e di Sommariva. È stato anche un Pari di Francia.
Fu presente all'incoronazione del re Luigi XIII di Francia. Nel 1621 rimase ucciso da un colpo di fucile sparato negli occhi durante l'assedio di Montauban. È sepolto nella Chiesa del Carmine di Aiguillon.
Si sposò a Soissons nel febbraio 1599 con Maria Enrichetta di Nevers (1571-1601), figlia di Ludovico Gonzaga-Nevers, duca di Nevers e Rethel, e di Enrichetta di Nevers, ma non ebbe figli.
Alla sua morte, il titolo passò alla sorella Caterina, che sposò Carlo I Gonzaga.

## Ascendenza
|                              |                          |                               | Genitori                                |  |  | Nonni |  |  | Bisnonni           |  |  | Trisnonni           |  |
|                              |                          |                               |                                         |  |  |       |  |  | Claudio I di Guisa |  |  | Renato II di Lorena |  |
|                              |                          |                               |                                         |  |  |       |  |  | Claudio I di Guisa |  |  | Renato II di Lorena |  |
|                              |                          | Filippina di Gheldria         |                                         |  |  |       |  |  | Claudio I di Guisa |  |  |                     |  |
| Francesco I di Guisa         |                          |                               |                                         |  |  |       |  |  | Claudio I di Guisa |  |  |                     |  |
|                              |                          | Antonia di Borbone-Vendôme    | Francesco di Borbone-Vendôme            |  |  |       |  |  |                    |  |  |                     |  |
|                              |                          | Antonia di Borbone-Vendôme    | Francesco di Borbone-Vendôme            |  |  |       |  |  |                    |  |  |                     |  |
|                              |                          | Antonia di Borbone-Vendôme    | Maria di Lussemburgo-Saint-Pol          |  |  |       |  |  |                    |  |  |                     |  |
| Carlo di Lorena              |                          | Antonia di Borbone-Vendôme    |                                         |  |  |       |  |  |                    |  |  |                     |  |
|                              |                          | Ercole II d'Este              | Alfonso I d'Este                        |  |  |       |  |  |                    |  |  |                     |  |
|                              |                          | Ercole II d'Este              | Alfonso I d'Este                        |  |  |       |  |  |                    |  |  |                     |  |
|                              |                          | Ercole II d'Este              | Lucrezia Borgia                         |  |  |       |  |  |                    |  |  |                     |  |
| Anna d'Este                  |                          | Ercole II d'Este              |                                         |  |  |       |  |  |                    |  |  |                     |  |
|                              |                          | Renata di Francia             | Luigi XII di Francia                    |  |  |       |  |  |                    |  |  |                     |  |
|                              |                          | Renata di Francia             | Luigi XII di Francia                    |  |  |       |  |  |                    |  |  |                     |  |
|                              |                          | Renata di Francia             | Anna di Bretagna                        |  |  |       |  |  |                    |  |  |                     |  |
| Enrico di Mayenne            |                          | Renata di Francia             |                                         |  |  |       |  |  |                    |  |  |                     |  |
|                              | Renato di Savoia-Villars | Filippo II di Savoia          |                                         |  |  |       |  |  |                    |  |  |                     |  |
|                              | Renato di Savoia-Villars | Filippo II di Savoia          |                                         |  |  |       |  |  |                    |  |  |                     |  |
|                              | Renato di Savoia-Villars | Libera Portone                |                                         |  |  |       |  |  |                    |  |  |                     |  |
| Onorato II di Savoia-Villars | Renato di Savoia-Villars |                               |                                         |  |  |       |  |  |                    |  |  |                     |  |
|                              |                          | Anna Lascaris                 | Gian Antonio II Lascaris di Ventimiglia |  |  |       |  |  |                    |  |  |                     |  |
|                              |                          | Anna Lascaris                 | Gian Antonio II Lascaris di Ventimiglia |  |  |       |  |  |                    |  |  |                     |  |
|                              |                          | Anna Lascaris                 | Isabella d'Anglure                      |  |  |       |  |  |                    |  |  |                     |  |
| Enrichetta di Savoia-Villars |                          | Anna Lascaris                 |                                         |  |  |       |  |  |                    |  |  |                     |  |
|                              |                          | Alain de Foix                 | …                                       |  |  |       |  |  |                    |  |  |                     |  |
|                              |                          | Alain de Foix                 | …                                       |  |  |       |  |  |                    |  |  |                     |  |
|                              |                          | Alain de Foix                 | …                                       |  |  |       |  |  |                    |  |  |                     |  |
| Jeanne Françoise de Foix     |                          | Alain de Foix                 |                                         |  |  |       |  |  |                    |  |  |                     |  |
|                              |                          | Françoise de Prez de Monpezat | …                                       |  |  |       |  |  |                    |  |  |                     |  |
|                              |                          | Françoise de Prez de Monpezat | …                                       |  |  |       |  |  |                    |  |  |                     |  |
|                              |                          | Françoise de Prez de Monpezat | …                                       |  |  |       |  |  |                    |  |  |                     |  |
|                              |                          | Françoise de Prez de Monpezat |                                         |  |  |       |  |  |                    |  |  |                     |  |